# Terezín (Kolnovice)
Terezín (niem. Theresienfeld) – osada, część wsi Kolnovice wchodzącej w skład gminy Mikulovice, położona w kraju ołomunieckim, w powiecie Jesionik, w Czechach.